# Colubrina oppositifolia
Colubrina oppositifolia är en brakvedsväxtart som beskrevs av Adolphe-Théodore Brongniart och Horace Mann. Colubrina oppositifolia ingår i släktet Colubrina och familjen brakvedsväxter. IUCN kategoriserar arten globalt som akut hotad. Inga underarter finns listade i Catalogue of Life.

## Bildgalleri

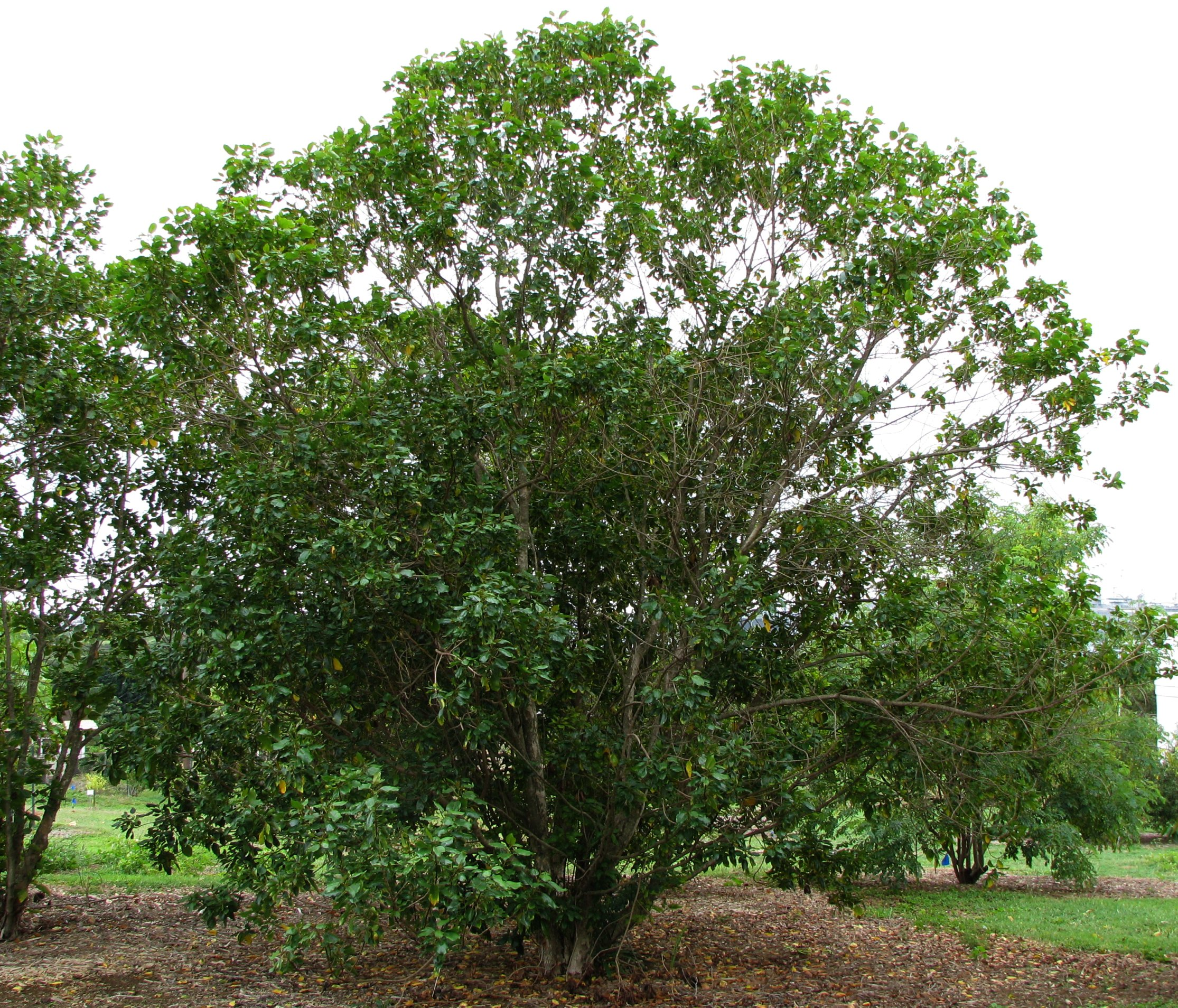
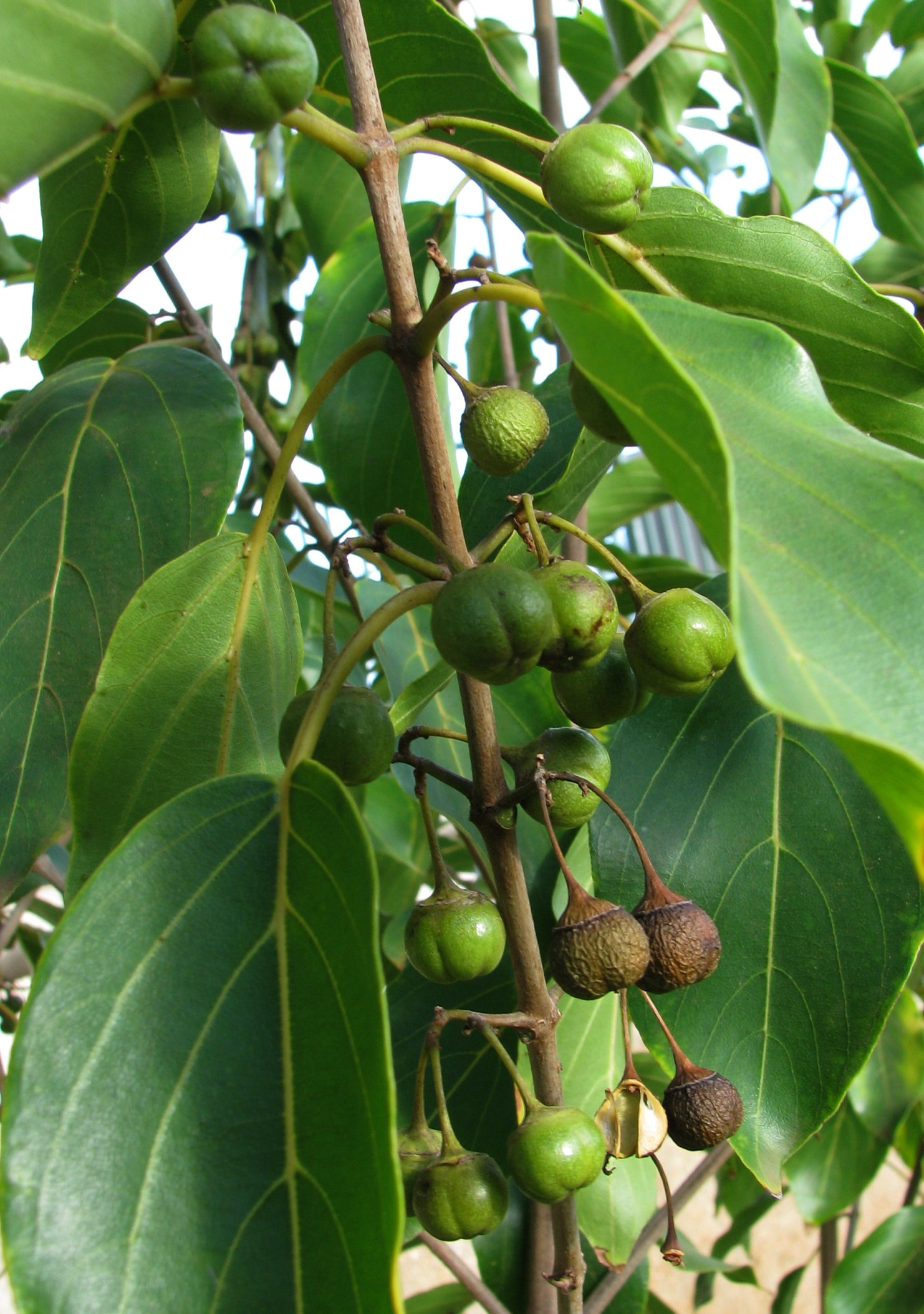
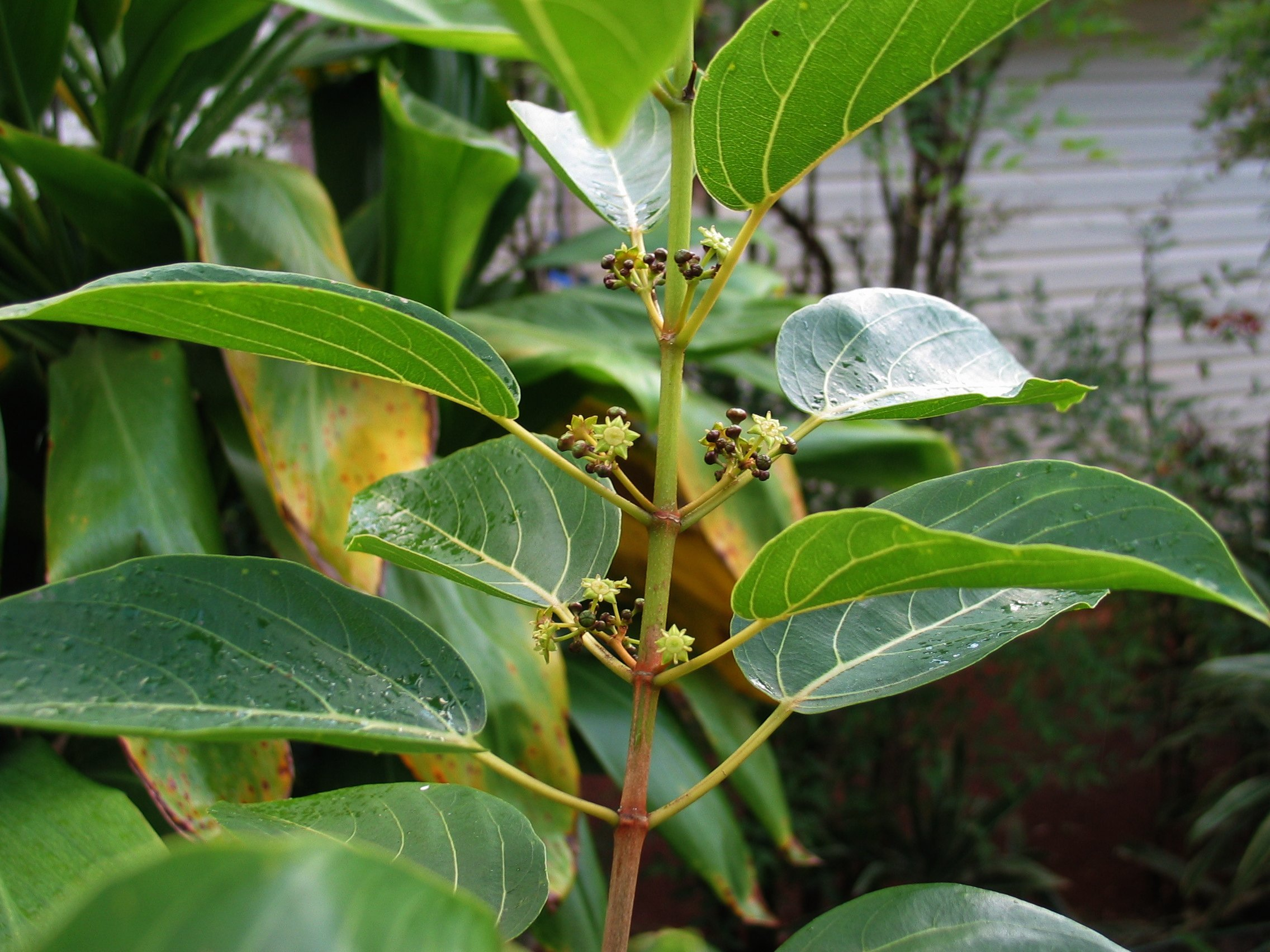
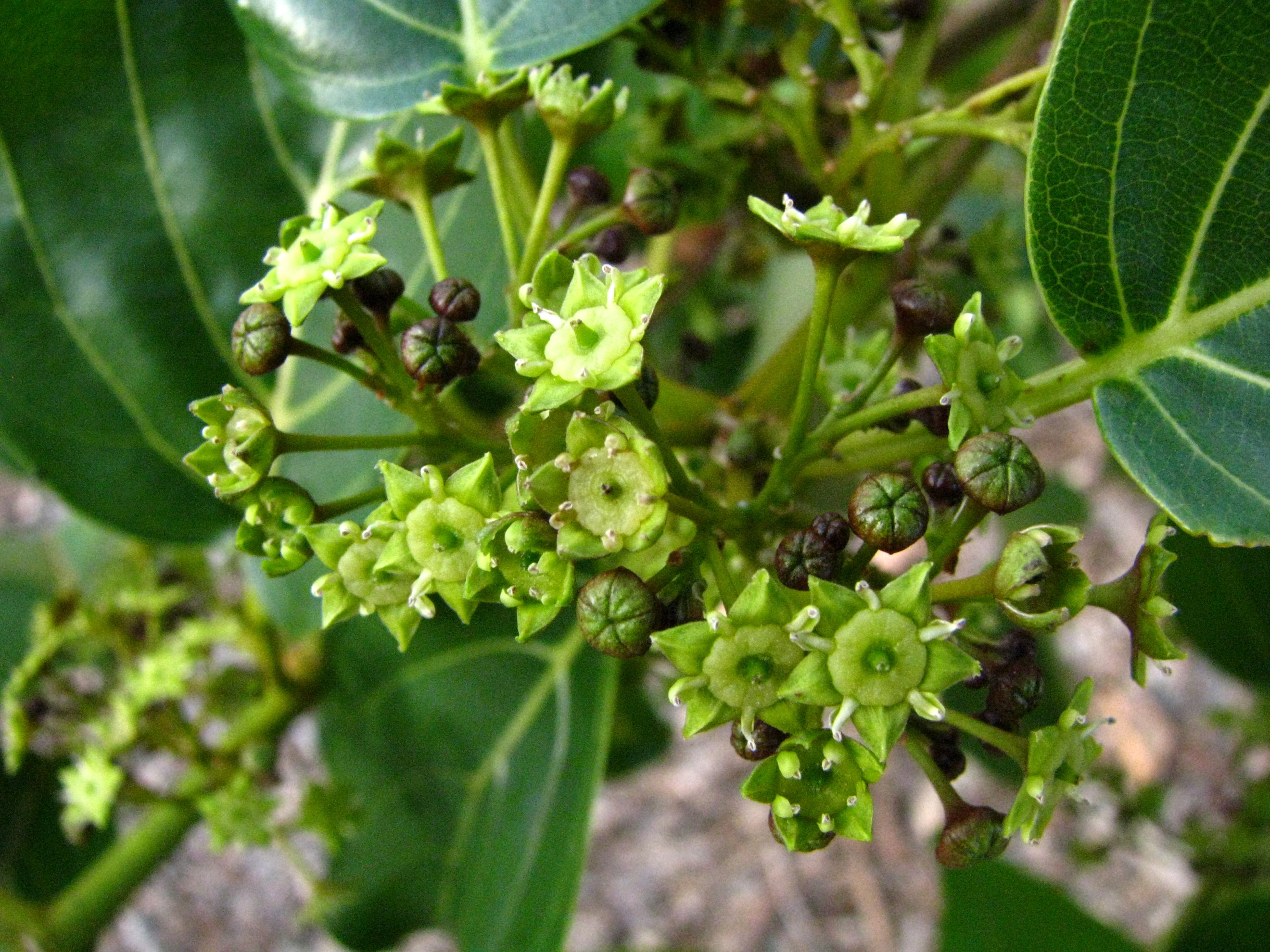
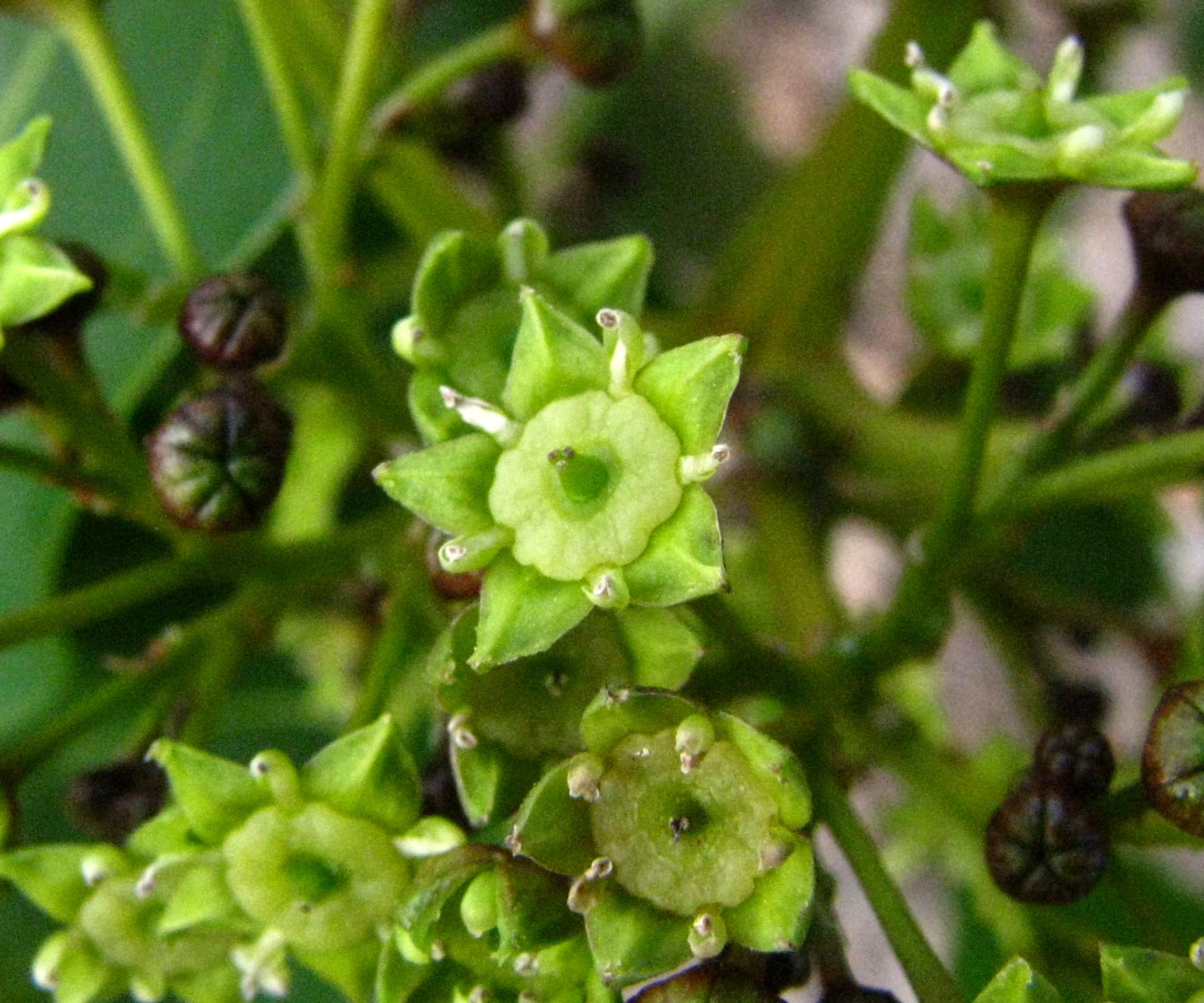
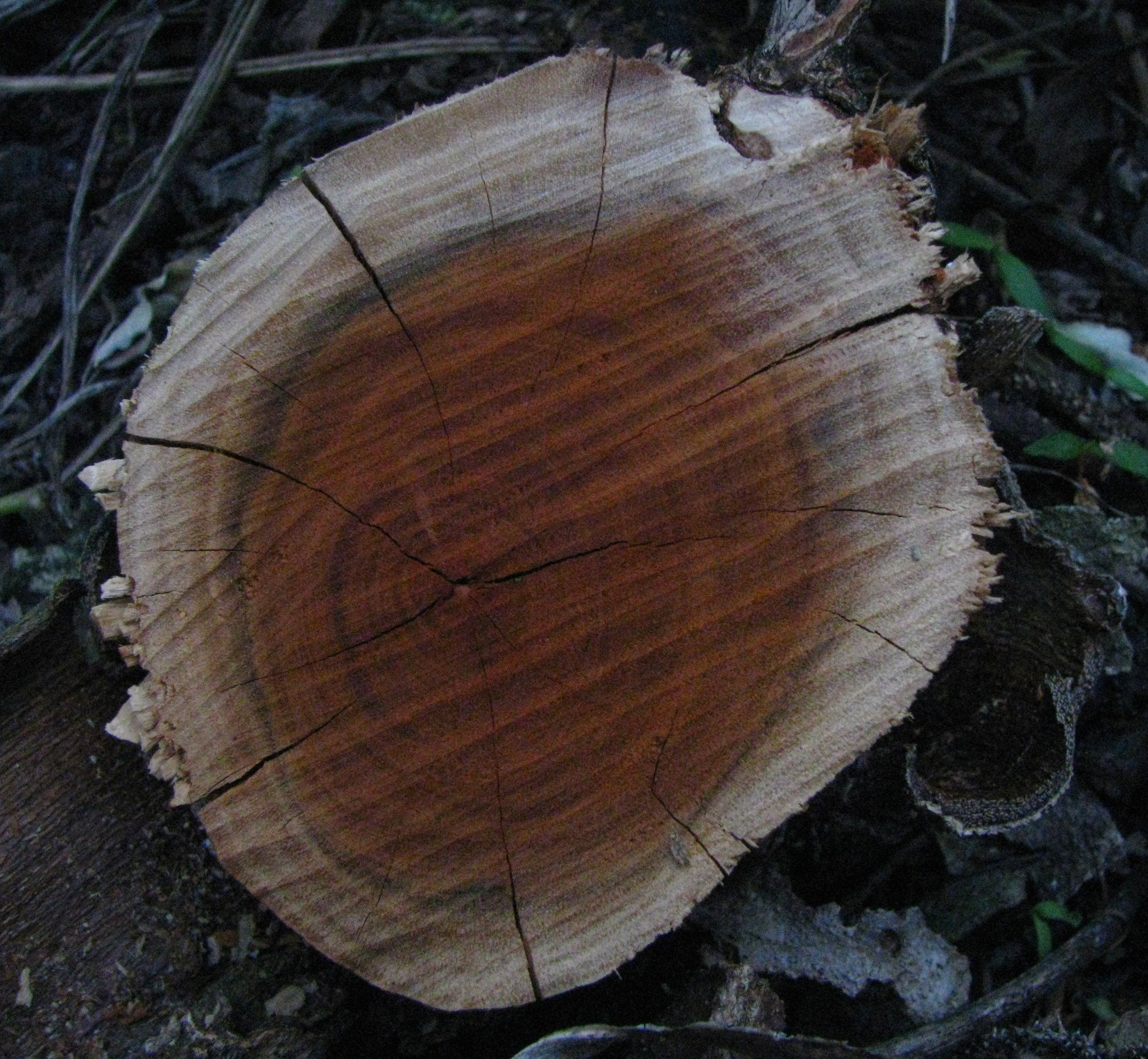